# Tronco (geometria)

Tronco di piramide

In geometria solida il tronco di un solido è una delle due parti in cui esso viene diviso da un piano.
Ad esempio:
- Tronco di piramide
- Tronco di cono